# کارداریگان (سده هفتم)
کارداریگان (به یونانی: Καρδαριγάν) یکی از فرماندهان دورهٔ ساسانی در ابتدای سده هفتم میلادی بود که در جنگ ایران و روم شرقی (۶۲۸–۶۰۲ میلادی) از سرداران سپاه خسروپرویز بود. وی از خاندان سورن بود او را معمولاً از دیگر فرمانده ایرانی با همین نام که در دههٔ ۵۸۰ میلادی خدمت می‌کرد، جدا می‌دانند. نام او در واقع یک عنوان افتخاری به معنی «شاهین سیاه» است.

## زندگی‌نامه
هنگامی که خسرو پرویز (سلطنت از ۵۹۰–۶۲۸ میلادی) جنگی را علیه فوکاس (سلطنت از ۶۰۲–۶۱۰) آغاز کرد، در حوالی سال‌های ۶۰۷/۶۰۸ کارداریگان و شهربراز را برای حمله به مواضع بیزانس، به ارمنستان و آناتولی فرستاد. بر اساس منبعی به زبان سریانی، که در رویدادنامه تئوفانس هم بازگو شده است، نیروهای کارداریگان شهرهای بسیاری را به تصرف خود درآوردند، ارمنستان را تسخیر کردند، و کاپادوکیه، گالاتیا و پفلاگونیا را طی کردند و در سال ۶۰۸ یا ۶۰۹ میلادی، به خالیکدون، در آن سوی پایتخت بیزانس در قسطنطنیه رسیدند. با این حال، این اطلاعات توسط پژوهشگران امروزی نادرست درنظر گرفته شده‌اند.
کارداریگان مجدداً در سال ۶۲۶ میلادی به عنوان معاون شهربراز در ارتش ساسانی ظاهر می‌شود، که او در محاصره قسطنطنیه به همراه آوارهای اوراسیایی هم شرکت می‌جوید. در این محاصره، نابودی  ناوگان اسلاوهای مطیع آوارها توسط قوای بیزانسی، ایرانی‌ها را به موضعی منفعلانه در محاصره وادار کرد. در این برهه، خسروپرویز نامه‌ای به کارداریگان فرستاد و به او دستور داد تا شهربراز را به قتل برساند، فرماندهی ارتش را بر عهده بگیرد، و به ایران برگردد. این نامه به دست بیزانسی‌ها افتاد، آنها محتویات نامه را تغییر داده و در آن نوشتند که به دستور خسرو پرویز ۴۰۰ نفر از افسران ارتش ایران به قتل برسند. این کار باعث شد شورشی علیه خسرو دربگیرد، و شهربراز و ارتشش تصمیم گرفتند با امپراتور بیزانسی، هراکلیوس (سلطنت از ۶۱۰–۶۴۱) متحد شوند.شهربراز سرزمین مصر و سوریه را تحت تسلط خود داشت تا اینکه در اوایل ۶۲۹ میلادی این سرزمین‌ها را به بیزانس واگذار کرد و هراکلیوس نیز در برابر آن از شهربراز برای شورش و به‌زورستاندن تخت شاهنشاهی ساسانی پشتیبانی کرد.
کارداریگان از آن پس به‌طور وفادارانه‌ای از شهربراز در برابر خسروپرویز پشتیبانی کرد. در سال ۶۲۹، پس از سرنگونی خسرو پرویز، شهربراز شاه مشروع ساسانی اردشیر سوم (ساسانی) را به قتل رساند و خودش را شاه خواند. پس از این رویداد، کارداریگان به مقابله با فرمانده پیشین خود پرداخت، اما شکست خورد و کشته شد.